# Tettilobus pelops
Tettilobus pelops är en insektsart som först beskrevs av Walker, F. 1871.  Tettilobus pelops ingår i släktet Tettilobus och familjen torngräshoppor. Inga underarter finns listade i Catalogue of Life.